# شان مونسون
شان مونسون (انگلیسی: Shaun Monson) کارگردان فیلم، مستندساز و فیلم‌نامه‌نویس اهل ایالات متحده آمریکا است.
از فیلم‌ها یا مجموعه‌های تلویزیونی که وی در آن‌ها نقش داشته‌است می‌توان به ساکنان زمین و وحدت اشاره نمود.